# Плопі (Клуж)
Плопі (рум. Plopi) — село у повіті Клуж в Румунії. Входить до складу комуни Валя-Єрій.
Село розташоване на відстані 326 км на північний захід від Бухареста, 23 км на південний захід від Клуж-Напоки.

## Населення
За даними перепису населення 2002 року у селі проживала 141 особа, усі — румуни. Усі жителі села рідною мовою назвали румунську.